# Kolumbarium

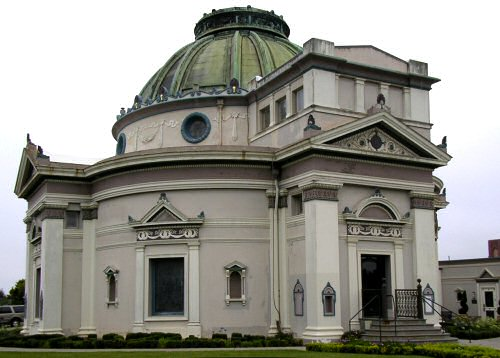
Columbarium of San Francisco.

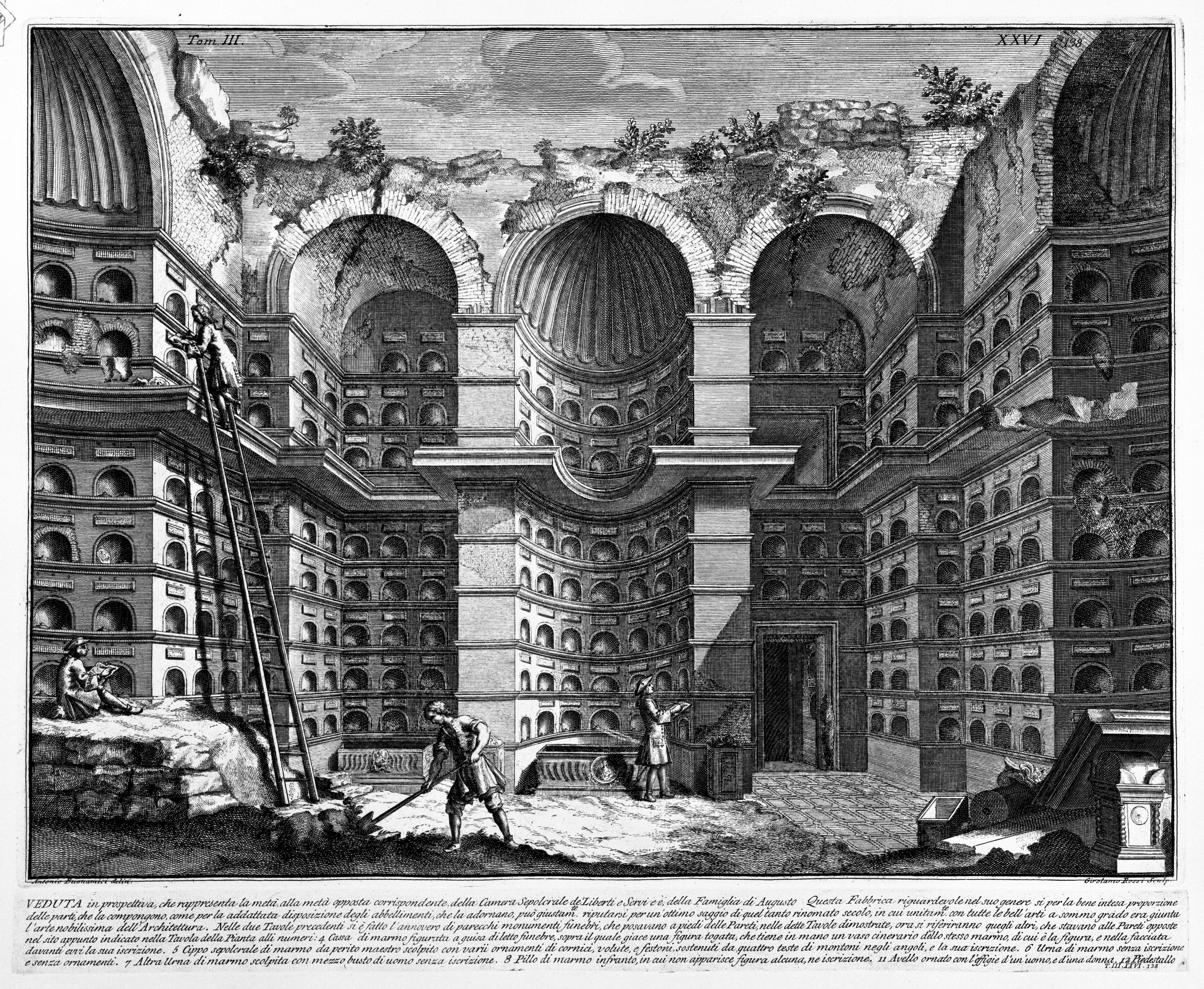
Livias kolumbarium i Rom

Ett kolumbarium är ett gravvalv med nischer avsedda för förvaring av de gravurnor i vilka de kremerade avlidnas aska finns. I en nisch kan det finnas möjlighet att förvara mer än en urna. Namnet kommer från latinets columbarium, som betyder duvslag. 

## Kolumbarier i Sverige
I Stockholm finns åtta kolumbarier, däribland det som är Sveriges första och Nordens största, det som 1924 invigdes under Gustaf Vasa kyrka. I innerstaden finns även de tre kolumbarierna i Högalidskyrkan, S:t Görans kyrka, och Engelbrektskyrkans kolumbarium. Kolumbarier finns även i Söderledskyrkan i Hökarängen, Uppenbarelsekyrkan i Hägersten, på Lidingö kyrkogård och Norra kapellet på Norra begravningsplatsen. Därutöver finns ett mindre antal kolumbarieplatser i form av urnmurar, stående utomhus på Skogskyrkogården. 
Vid Öggestorps kyrka i Småland finns ett gravkor från 1700-talet som vid mitten av 1940-talet inreddes som kolumbarium med 14 gravnischer. På skogskyrkogården i Jönköping finns ett kolumbarium med 16 gravplatser.
Edåsa kyrka i Västergötland har ett kolumbarium tillbyggt, från 1941.. I Borås finns ett kolumbarium i kapellet på S:t Angars griftegård, invigt 2005.
Världens nordligaste krematorium, Krematoriet i Kiruna med kolumbarium, invigdes 1933 och ritades av arkitekt Bertil Höök, Luleå.
Efter Ivar Tengboms ritningar byggdes 1939 utmed Högalidskyrkans nordmur en urnlund med pelare. Inuti finns bland annat en stor fresk från 1942 av Arvid Fougstedt. I urnlunden finns det urnnischer och i gräsmattan i urnlundens mitt finns en minneslund för gravsättning av aska. 1959 byggdes ytterligare en del, det runda kolumbariet, till begravningsplatsen. I kolumbariet finns urnnischer i flera våningar.
Sveriges första kolumbarium för kistor invigdes på Hovshaga kyrkogård i Växjö den 31 augusti 2013. Kistkolumbariet består av gravplatser med gravrätt i en liten granitbyggnad, där enskilda kistor skjuts in i nischer som sedan återförsluts med en granitskiva.

## Bilder

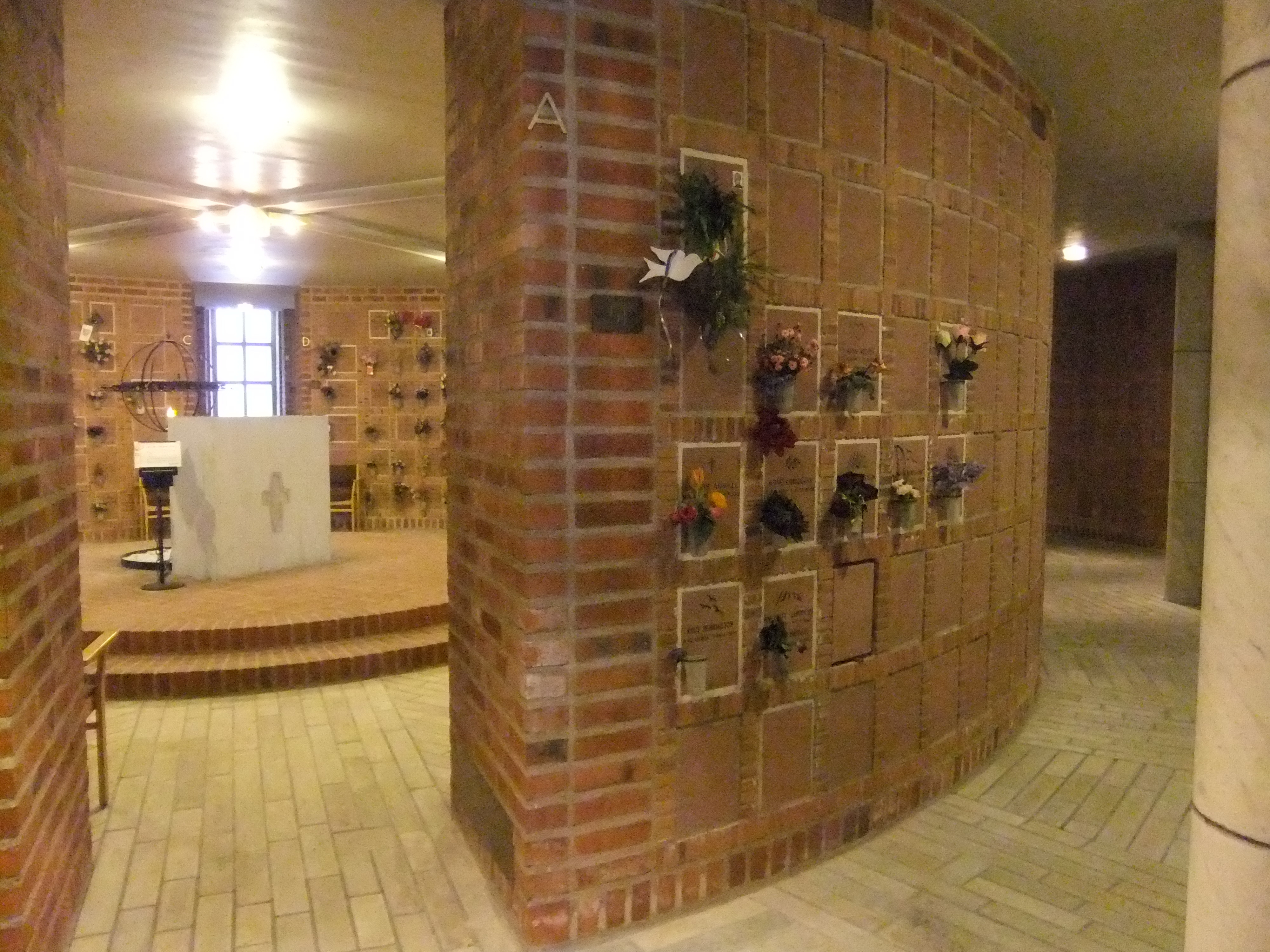
Yngre delen av Högalidskyrkans kolumbarium, Stockholm.
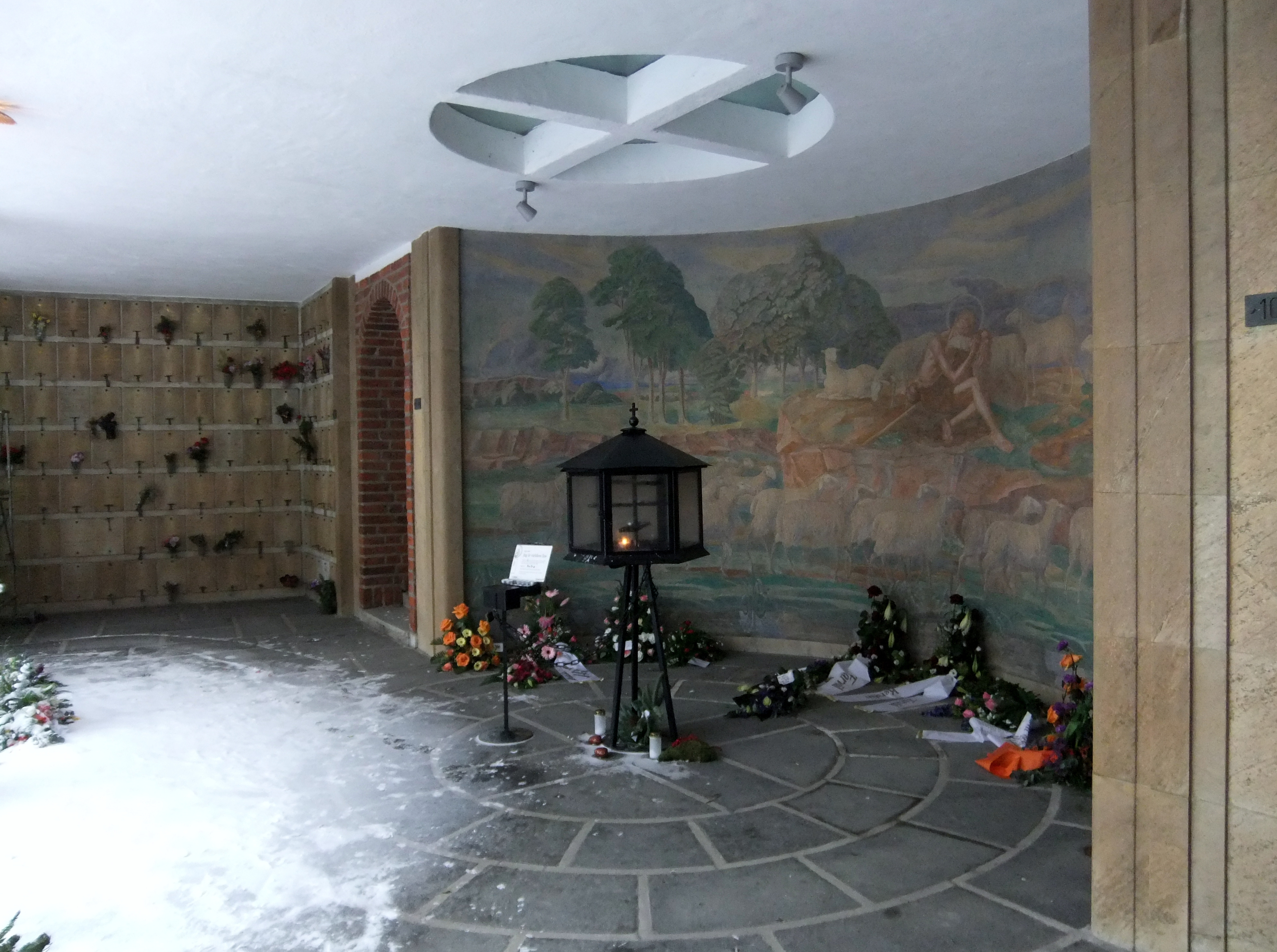
Minnesplatsen vid den ursprungliga delen av Högalidskyrkans kolumbarium, Stockholm.
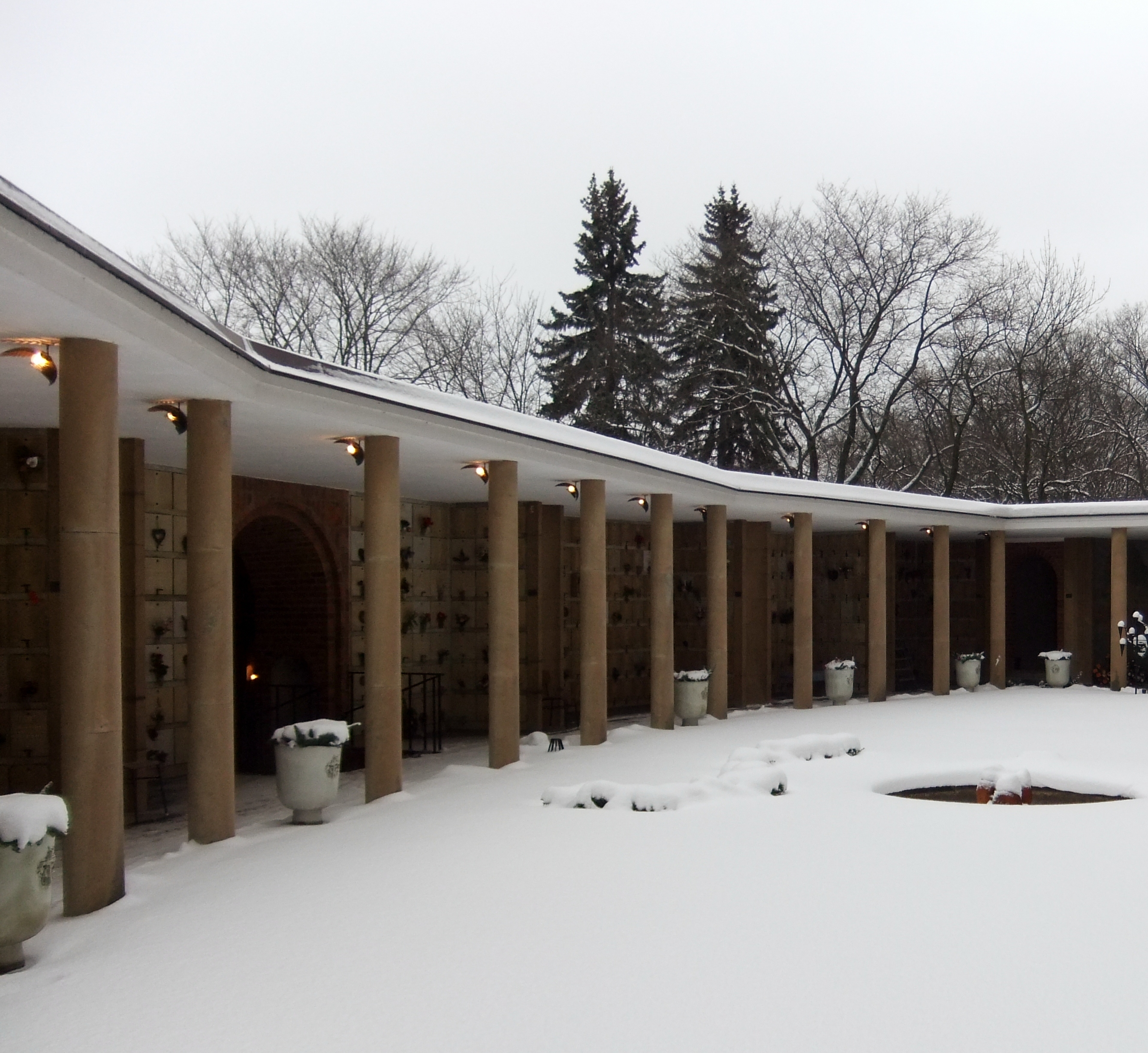
Urnlunden invid Högalidskyrkan.
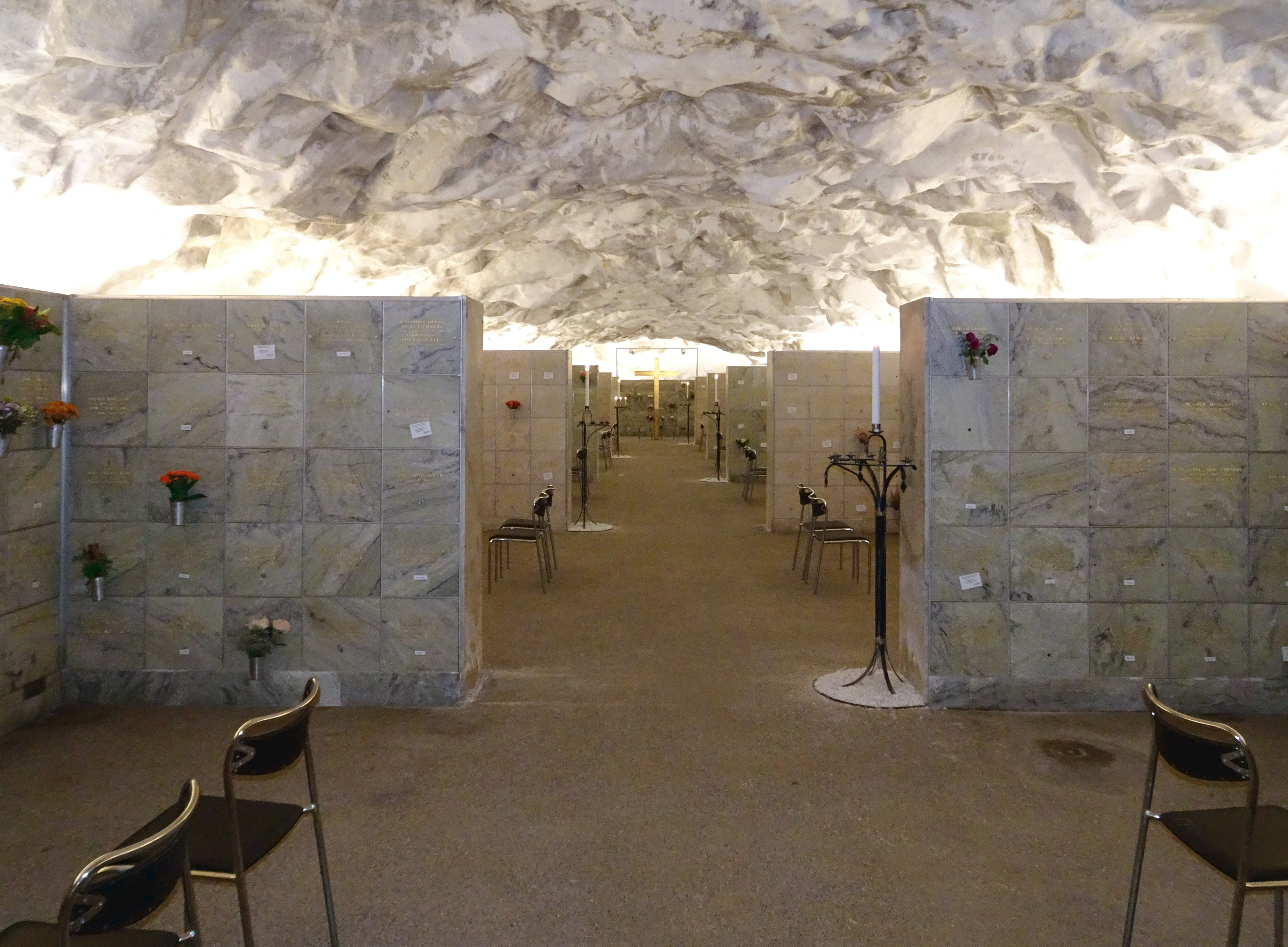
Engelbrektskyrkans kolumbarium, Stockholm.
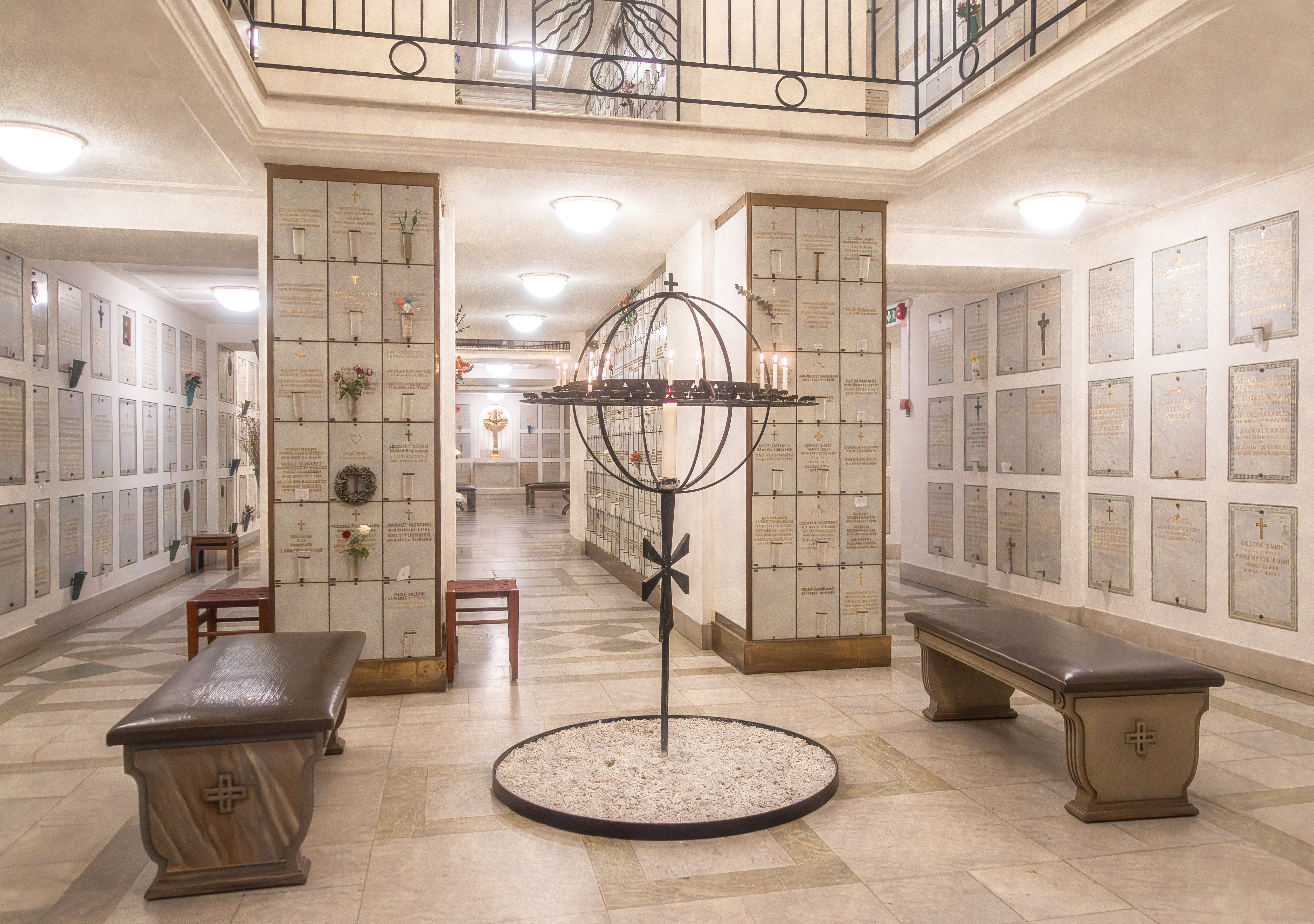
Kolumbariet i Gustav Vasas kyrka i Stockholm.